# Andreas Waschburger
Andreas Waschburger, född 6 januari 1987 i Saarbrücken, är en tysk professionell simmare. Han simmar oftast öppet vatten-simning. Han tävlade i Olympiska sommarspelen 2012, och kom på åttonde plats i ett 10 kilometer öppet vatten-maraton. Waschburger slog även banrekord i herrklassen vid Vansbrosimningen 2017 med en tid på 29 minuter och 43 sekunder.
Den 28 september 2023 simmade han genom Engelska kanalen på rekordtiden 6 timmar 45 minuter och 25 sekunder. Waschburger var på den 32,31 km långa sträckan tio minuter snabbare än Trent Grimsey från Australien som hade det tidigare rekordet. I oktober 2024 slog han rekord på sträckan över Kaiwi Channel (Hawaii) som ingår i tävlingsserien Oceans Seven. Waschburger klarade den cirka 42 km långa sträckan på 9 timmar 55 minuter och 10 sekunder.